# Jakob Andersson (fotbollsspelare född 2002)
Jakob Mikael Andersson, född 29 juli 2002, är en svensk fotbollsspelare som spelar för IFK Luleå. 

## Klubblagskarriär
Jakob Anderssons moderklubb är KB Karlskoga, vilka han 2018 lämnade för Degerfors IF. Efter att ha spenderat sina första år i klubben i dess ungdomsakademi gjorde Andersson sin A-lagsdebut för Degerfors IF i träningsmatchen mot Djurgårdens IF den 28 juni 2021. Senare sommar gjorde han sin tävlingsdebut med ett inhopp i 8-1-segern mot IK Sleipner i Svenska Cupen den 18 augusti.
En knapp månad därefter skrev Andersson på sitt första A-lagskontrakt med Degerfors IF, vilket sträckte sig två och ett halvt år framåt. Den 27 september 2021 fick Andersson också debutera i Allsvenskan, via ett inhopp i 2–1-segern mot AIK. I juli 2022 lämnade han klubben efter att inte fått någon speltid under säsongen. Följande månad gick Andersson till division 5-klubben Woody's FC.
I februari 2023 skrev Andersson på ett tvåårskontrakt med Norrby IF. Han missade dock hela säsongen på grund av en korsbandsskada. I mars 2024 skrev Andersson på ett tvåårskontrakt med IFK Luleå.

## Statistik
| Klubb              | Säsong             | Liga                      | Liga    | Liga | Nationell cup | Nationell cup | Totalt  | Totalt |
| Klubb              | Säsong             | Division                  | Matcher | Mål  | Matcher       | Mål           | Matcher | Mål    |
| ------------------ | ------------------ | ------------------------- | ------- | ---- | ------------- | ------------- | ------- | ------ |
| Degerfors IF       | 2021               | Allsvenskan               | 1       | 0    | 1             | 0             | 2       | 0      |
| Degerfors IF       | 2022               | Allsvenskan               | 0       | 0    | 0             | 0             | 0       | 0      |
| Woody's FC         | 2022               | Division 5 Värmland Östra | 4       | 2    | 0             | 0             | 4       | 2      |
| IFK Luleå          | 2024               | Division 2 Norrland       | 18      | 2    | 0             | 0             | 18      | 2      |
| Totalt i karriären | Totalt i karriären | Totalt i karriären        | 23      | 4    | 1             | 0             | 24      | 4      |